# Brierley Hill
Brierley Hill è una località della contea delle West Midlands, in Inghilterra.